# Schafik Allam
Schafik Allam (* 9. Dezember 1928 in Banha, Ägypten; † 13. November 2021 in Tübingen) war ein ägyptisch-deutscher Ägyptologe.

## Leben
Schafik Allam studierte an der Universität Kairo Geschichte, danach Ägyptologie und erhielt sein M.A.-Diplom 1952. Anschließend war er zwei Jahre lang Assistent an der dortigen Universität. Danach ging er an die Universität Göttingen und wurde dort 1960 mit der Arbeit Beiträge zum Hathorkult (bis zum Ende des Mittleren Reiches) promoviert. In der Folge studierte er zusätzlich Rechtswissenschaft. Dann ging er 1961 an die Universität Tübingen, wo er die Stelle des Assistenten am Ägyptologischen Institut innehatte. Nach einem Studienaufenthalt in Oxford (1963–1964) habilitierte er sich 1968 in Tübingen mit den Arbeiten Hieratische Ostraka und Papyri aus der Ramessidenzeit und Das Verfahrensrecht in der altägyptischen Arbeitersiedlung von Deir el-Medineh. Für weitere Forschungen hielt er sich 1969 bis 1971 in Paris auf, wo er auch als maître de conférences an der Sorbonne lehrte. 1974 wurde er in Tübingen zum Professor für Ägyptologie ernannt. 1994 trat er in den Ruhestand.
Seine Schwerpunkte in der Forschung lagen im Bereich der nichtliterarischen Texte, vor allem der ägyptischen Rechtsgeschichte und der Verwaltung. 2010 errichtete er die Stiftung für Ägyptologie, mit der die Erforschung der ägyptischen Rechtsgeschichte gefördert werden soll.
2011 wurden seine Leistungen mit einer Festschrift gewürdigt.

## Schriften (Auswahl)
- Beiträge zum Hathorkult (bis zum Ende des Mittleren Reiches) (= Münchner Ägyptologische Studien. 4). Hessling, Berlin 1963.
- Hieratische Ostraka und Papyri aus der Ramessidenzeit. 2 Bände (Textbd.; Tafelbd.). (= Urkunden zum Rechtsleben im Alten Ägypten. 1, ZDB-ID 186814-7). Selbstverlag, Tübingen 1973.
- Das Verfahrensrecht in der altägyptischen Arbeitersiedlung von Deir el-Medineh (= Untersuchungen zum Rechtsleben im Alten Ägypten. 1, ZDB-ID 190782-7). Selbstverlag, Tübingen 1973.
- Quelques pages de la vie quotidienne en Egypte ancienne. Prisme, Guizeh 1983 (engl. Ausgabe 1985).
- The treaty of peace and alliance between Ramses II and Khattushili III, king of the Hittites. Dar El-Hila, Kairo 2018, ISBN 978-977-07-1866-7.
- Hieratischer Papyrus Bulaq 18, 2 Bände, Tübingen 2019, Selbstverlag des Herausgebers.